# Aquí (película de 2023)
Aquí (en inglés: Here) una película dramática belga de 2023 dirigida por Bas Devos.
La cinta fue seleccionada para competir por el Oso de Oro a la mejor película en el Festival de Cine de Berlín de 2023 donde obtuvo el premio a la mejor película y el premio FIPRESCI en la sección Encuentros.

## Sinopsis
Stefan, un trabajador de la construcción rumano que vive en Bruselas, está a punto de volver a casa. Antes de partir, cocina una gran olla de sopa para amigos y familiares como despedida con las sobras de su nevera. Pero entonces conoce a la estudiante de doctorado medio china ShuXiu, que trabaja en el pequeño restaurante de sus padres y hace su doctorado sobre los musgos.

## Premios y nominaciones
| Premio                                            | Fecha                 | Categoría      | Nominado | Resultado | Ref.  |
| ------------------------------------------------- | --------------------- | -------------- | -------- | --------- | ----- |
| Premios de la Sociedad Internacional de Cinéfilos | 10 de febrero de 2024 | Mejor película | Aquí     | Pendiente | [ 3 ] |